# Mandela United Football Club

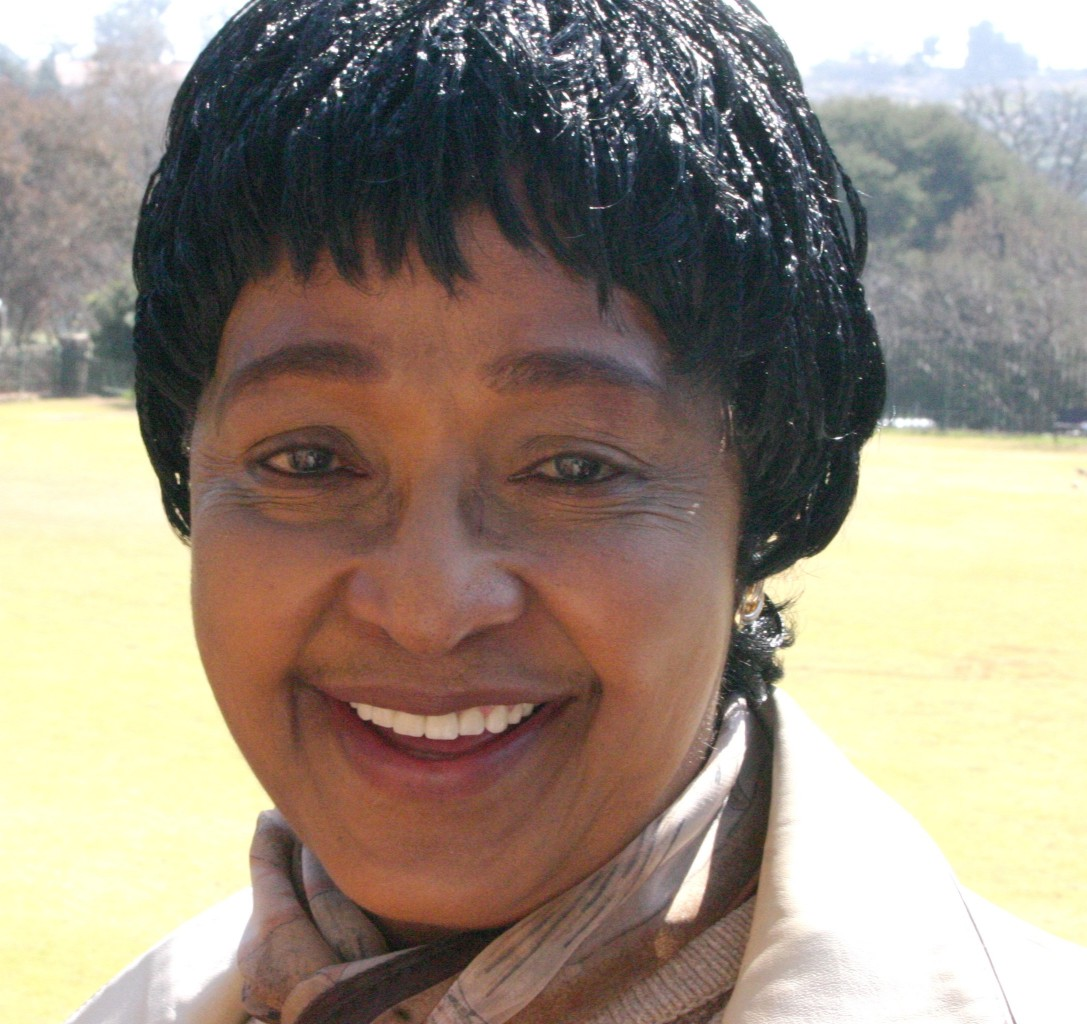
Winnie Mandela, acusada de usar o time como fachada para uma milícia particular.

O Mandela United Football Club foi um clube de futebol de fachada para uma milícia particular criada em 1985 por Winnie Madikizela, então esposa do ex-presidente da África do Sul, Nelson Mandela, e responsável por várias mortes e torturas. O clube nunca disputou uma partida, sendo que sua única função era cuidar da segurança de Winnie e da casa que tinha em Soweto.

## Histórico
Em 1991 Winnie foi condenada pela morte de um rapaz, Stompie Moeketsi, por integrantes de sua milícia, e por desvio do time de futebol; isto não impediu que viesse, no ano seguinte, candidatar-se a deputada do parlamento, embora o episódio tenha sido um dos motivos para que Mandela anunciasse publicamente, em 1992, que iria se separar dela.
Anos depois, perante a Comissão da Verdade e Reconciliação, um dos integrantes de sua milícia confirmou que, agindo sob suas ordens, havia assassinado um rapaz.
Perante a comissão seu ex-motorista John "Motho" Morgan afirmou que Winnie queimava e mandava surrar aqueles que a desagradassem. Disse que seus seguidores adolescentes do clube de futebol andavam armados, molestavam garotas e roubavam carros - além de terem matado dois jovens negros de Soweto - a doméstica Kuki Zwane e Stomple Seipei, este com 14 anos - embora não tivesse assistido às execuções.
As audiências da Comissão foram convocadas a pedido da própria Winnie, que esperava limpar seu nome de dezoito acusações. Ali, cinco de seus ex-aliados passaram a revelar os crimes da ex-Primeira-Dama, havendo ainda dezenas de outras testemunhas.
Maggie Phumlile Dlamini, uma das pessoas a depor, afirmou ter sido surrada, a mando de Winnie, depois que esta descobriu que ela estava grávida de um de seus jovens amantes, e que seu irmão, Tholakile Dlamini, também membro do time de futebol, fora morto pelos rapazes a mando dela.
Outras tantas testemunhas depuseram, informando que Winnie estava por trás de vários homicídios, desaparecimentos e torturas. O Mandela Futebol Clube era uma multidão incontrolável, a serviço dos caprichos de Winnie.
Diante dos depoimentos, o advogado de Winnie protestou, dizendo que elas mentiam - sendo então advertido a ater-se às questões de fatos, pois ali não se procedia a um julgamento contra a então deputada - pelo presidente da Comissão, o Arcebispo Desmond Tutu. Anos depois Winnie declarou que tudo não passou de um circo religioso de Tutu e um bando de cretinos.